# يوسيب باريشيتش
يوسيب باريشيتش (7 مارس 1981 في سلافونسكي برود في كرواتيا – )؛ هو لاعب كرة قدم كان يلعب كمدافع.

## وصلات خارجية
- يوسيب باريشيتش على موقع رابطة كرة القدم اليابانية للمحترفين (اليابانية)
- يوسيب باريشيتش على موقع قاعدة بيانات كرة القدم.إي يو (الإنجليزية)
- يوسيب باريشيتش على موقع Soccerway.com (الإنجليزية)
- يوسيب باريشيتش على موقع عالم كرة القدم.نت (الإنجليزية)